# Mercury Cyclecar

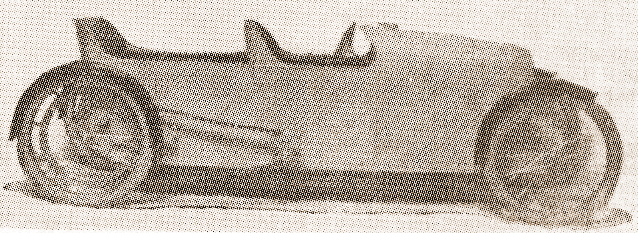
Mercury Cyclecar Modell A (1914)

Die Mercury Cyclecar Company war ein US-amerikanischer Automobilhersteller, der von 1913 bis 1914 in Detroit ansässig war und Kleinwagen fertigte. Gegründet wurde die Gesellschaft von William J. Marshall und R. C. Albertus im November 1913. Bereits am 15. November 1913 wurde der erste Mercury verkauft.

## Beschreibung
Die Fahrzeuge wurden zwar als Cyclecars bezeichnet. Allerdings erfüllten sie das Hubraum-Kriterium nicht. Der Mercury hatte einen selbsttragenden Aufbau und benötigte daher keinen separaten Rahmen. Das Fahrzeug hatte einen luftgekühlten Zweizylindermotor von De Luxe. 88,9 mm Bohrung und 93,218 mm Hub ergaben 1157 cm³ Hubraum. Er leistete 9,8 bhp (7,2 kW). Das Fahrzeug hatte ein Reibscheibengetriebe und einen Riemenantrieb zu den Hinterrädern. Es gab einen Einsitzer, einen Tandem-Zweisitzer und einen kleinen Lieferwagen. Der Verkaufspreis lag bei US$ 375,–.
Die Wagen waren wohl kein großer Erfolg, lediglich die Michigan State Automobile School, eine Fahrschule, kaufte mehrere Wagen. Als die Mercury Cyclecar Company im August 1914 Konkurs anmelden musste, übernahm die Michigan State Automobile School die Firma und kündigte einen neuen Verkaufspreis für die Wagen von nur noch US$ 200,– an. Auch dies scheint kein Erfolg geworden zu sein, denn zum Jahresende war die Marke verschwunden.

## Modelle
| Modell | Bauzeitraum | Zylinder | Leistung         | Radstand | Aufbauten                              |
| ------ | ----------- | -------- | ---------------- | -------- | -------------------------------------- |
| A      | 1913–1914   | 2 Reihe  | 9,8 bhp (7,2 kW) | 2540 mm  | Roadster 1/2 Sitze, Lieferwagen 1 Sitz |